# Сикия (дем Бер)
Вижте пояснителната страница за други значения на Сикия.
Сикия или Сикя (на гръцки: Συκιά, катаревуса Συκέα, Сикеа) е село в Република Гърция, област Централна Македония, дем Бер (Верия).

## География
Селото е разположено на надморска височина от 330 m, на 20 километра югоизточно от Бер (Верия), в най-северните склонове на Голен (Колона).

## История
Спирос Лукатос посочва „език на жителите гръцки“.
При преброяването в 1912 година селото е отбелязано с език гръцки и религия християнска. При преброяването от 1913 година в селото има 48 мъже и 43 жени. В 20-те години в селото не са настанявани гърци бежанци. В 1928 година има 168 жители, от които само 1 бежанец.
Тъй като селото е полупланинско, жителите му произвеждат главно пшеница и картофи и се занимават частично и със скотовъдство.
| Година    | 1913 | 1920 | 1928 | 1940 | 1951 | 1961 | 1971 | 1981 | 1991 | 2001 | 2011 | 2021 |
| --------- | ---- | ---- | ---- | ---- | ---- | ---- | ---- | ---- | ---- | ---- | ---- | ---- |
| Население | 91   | 123  | 168  | 261  | 427  | 511  | 325  | 386  | 377  | 283  | 278  | 136  |